# Khaled al-Michri
Khaled al-Michri, né en 1969 à Zaouïa, est un homme politique libyen et le président du Haut Conseil d'État du 8 avril 2018 au 6 août 2023.

## Biographie

### Vie politique
Membre des Frères musulmans, il est emprisonné par le régime de Mouammar Kadhafi de 1998 à 2006.
Appartenant au Parti de la justice et de la construction, il est élu en 2012, député au Congrès général national dont il est président du comité des finances. En raison de son expérience économique, il se charge des questions financières et des réformes économiques au sein du parlement,.
Après son élection à la tête du Haut Conseil d'État le 8 avril 2018, il propose une rencontre à Aguila Salah Issa, président de la Chambre des représentants dite « Parlement de Tobrouk »,.
Il s'oppose fermement à Khalifa Haftar, car il ne l'accepte pas comme l'homme numéro un de l'armée libyenne. Lors d'une conférence sur la Libye organisée à Paris le 29 mai 2018, il refuse de serrer la main à Haftar, affirmant que ce dernier avait mis en danger la vie des habitants de Derna au cours du siège de la ville par l'Armée nationale libyenne.
Il est de nouveau élu de manière contestée en août 2024 à la tête du Haut Conseil d'État.

### Liens avec les Frères musulmans
Certains observateurs des affaires politiques libyennes accusent al-Michri d'appartenir à l'organisation des Frères musulmans, tandis que d'autres nuancent cette affirmation en affirmant que le groupe se divise en plusieurs tendance, et qu'al-Michri est membre d'une tendance modérée, poursuivant des réformes politiques et économiques.
Le 26 janvier 2019, al-Michri présente sa démission des Frères musulmans en Libye. Il confirme également qu'il restera sur la scène politique libyenne en tant que président du Haut Conseil d'État. Après cette déclaration, al-Michri se rend aux États-Unis pour assister à des réunions avec le Congrès américain à Washington.